# Германов сборник

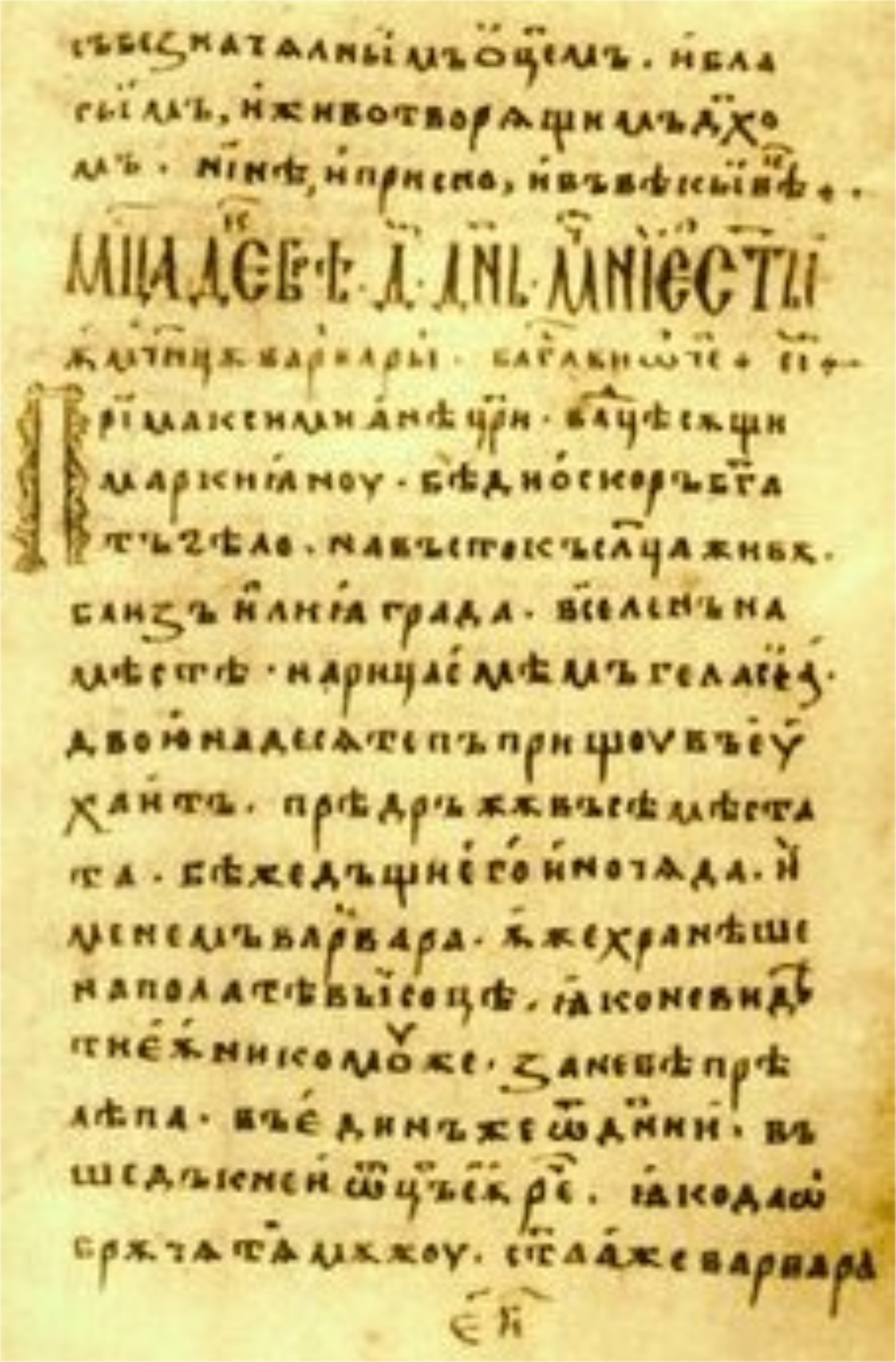
Германов сборник

Германов сборник — среднеболгарская рукопись, хранящаяся в библиотеке Румынского Патриархата (славянский № 1), Бухарест.
Состоит из 296 пергаментных листов и содержит 42 проповеди, упорядоченные по датам соответствующих церковных праздников. Большинство из них переведено с греческого языка, но пять являются собственными сочинениями Иоанна Экзарха (Слово Преображения Христа, Хвала Иоанну Богослову) и Климента Охридского (Хвалебное слово архангелам Михаилу и Гавриилу, Хвалебное слово пророку Илии, Слово Рождества Христова Иоанна Крестителя).
Сборник также содержит биографию святой Параскевы Сербской в переводе с греческого, вероятно, сделанную в связи с переносом ее мощей в Тырново около 1231 года. В лингвистическом отношении рукопись имеет ряд древних черт. Не исключено, что многие тексты сборника были переведены еще в X веке.
В примечании в конце сборника указано, что он был переписан в 1358—1359 гг., при царе Иване Александре, его сыне Иване Шишмане и патриархе «богоспасенного царского города Тырнова» Феодосия по приказу митрополита Германа. Памятник носит имя его заказавшего епископа. Поскольку епархия Германа не отождествлена, точное место происхождения сборника неизвестно.
В конце XIX века Эмиль Калужняцкий нашел рукопись в одном из православных храмов города Черновцов, куда она была привезена из молдавского монастыря Воронец. Впервые ее обнародовал румынский славист Йон Юфу.
Германов сборник хранится под № 1 в фонде славянских рукописей библиотеки Румынского Патриархата. Первое беглое сообщение о рукописи сделал Эмиль Калужняцкий в 1899 году, но предметом специального исследования она стала только 60 лет спустя, когда Йон Юфу опубликовал подробное описание, сопровождавшееся археографическим и историко-литературным исследованием.
Значение сборника как ценного исторического памятника болгарской литературы, языка и палеографии раскрывается исследованиями К. Мирчева и Д. Иванова-Мирчева. Спорным является вопрос о времени составления сборника — мнение Ивановой-Мирчевой о том, что сборник относится ко второй половине X века, оспаривает Н. Дилевский, который считает, что тот не мог появиться раньше конца XII и позже первой половины XIII века.
По своему составу сборник представляет собой гомилиарий — он содержит цикл из 42 произведений ораторской прозы, охватывает весь церковный год, но не покрывает все праздники. Он содержит слова и похвалы, очень рано переведенные на староболгарский. Это дает основание отнести Германов сборник к списку древнейших славянских гомилиариев, наряду с такими как Супрасльский сборник, Клоцов сборник, Гомилиарий Михановича и Златоуст Ягича, не покрывая полностью содержимое ни одной из них.
Германов сборник также включает оригинальные сочинения древнеболгарских писателей: «Слово Преображения», «Похвала Иоанну Богослову» Иоанна Экзарха (неизвестное произведение до публикации статьи Юфу), «Хвалебное слово Михаилу и Гавриилу», «Хвалебное слово пророку Илии» и «Слово об Иоанне Предтече» Климента Охридского. К ним можно добавить обширную запись 1359 г., оставленную переписчиком.
Особенно важны с точки зрения историко-литературной науки четыре апокрифических слова, содержащиеся в сборнике Германа, а также житие Василикова св. Параскевы, переведенное в Тырново, вероятно, около 1234 года. Германов сборник — один из самых архаичных с лингвистической точки зрения средневековых памятников культуры Болгарии.
Неоспоримым доказательством архаичности языковой основы сборника является ряд беспредложные сочетаний, очень редких в древнеболгарских памятниках, например творительный предикативный, беспредложный дательный падеж, беспредложный местный и другие. Колебания в различных областях грамматики, характерные для древнеболгарских рукописей, почти полностью отсутствуют в языке сборника, который отличается примечательной последовательностью в передаче как архаических, так и среднеболгарских языковых особенностей.

## Исследования
- Мирчева, Е. Германов сборник от 1358/1359 г.: изследване и издание на текста. С., 2006
- Темчин, С. О вероятном синайском происхождении среднеболгарского Германова сборника 1359 г. — Старобългарска литература, 49/50, 2014, 115 — 125.

## Фотографии
- Manuscrise bizantine în colecţii bucureştene / Byzantine Manuscripts in Bucharest’s Collections, București, 2009, 119—127